# Andrzej
Andrzej [ˈand͡ʒɛj] ist die polnische Variante des Vornamens Andreas. Namenstag ist der 30. November. Dieser Tag ist der populärste Namenstag in Polen und wird traditionell unter der Bezeichnung Andrzejki als letzter Tag vor Beginn des Advents als Anlass für ausgiebiges Feiern genutzt, weil am 1. Dezember die vorweihnachtliche Fastenzeit beginnt.

## Namensträger
- Andrzej Bargiel (* 1988), polnischer Skibergsteiger, Skitourengeher, Bergläufer und Kletterer
- Andrzej Bursa (1932–1957), polnischer Schriftsteller
- Andrzej Cibis (* 1987), polnisch-deutscher Profitänzer
- Andrzej Duda (* 1972), polnischer Politiker
- Andrzej Grubba (1958–2005), polnischer Tischtennisspieler
- Andrzej Jakimowski (* 1963), polnischer Regisseur
- Andrzej Juskowiak (* 1970), polnischer Fußballspieler
- Andrzej Łapicki (1924–2012), polnischer Schauspieler und Theaterregisseur
- Andrzej Lesiak (* 1966), polnischer Fußballspieler und -trainer
- Andrzej Sapkowski (* 1948), polnischer Wirtschaftswissenschaftler, Literaturkritiker und Autor
- Andrzej Schinzel (1937–2021), polnischer Mathematiker
- Andrzej Seweryn (* 1946), polnischer Schauspieler
- Andrzej Sokołowski (* 1948), polnischer Handballspieler und -trainer
- Andrzej Stękała (* 1995), polnischer Skispringer
- Andrzej Szarmach (* 1950), polnischer Fußballspieler
- Andrzej Szymczak (1948–2016), polnischer Handballspieler und -trainer
- Andrzej Wajda (1926–2016), polnischer Filmregisseur
- Andrzej Wroński (* 1965), polnischer Olympiasieger im Ringen
- Andrzej Żuławski (1940–2016), polnischer Filmregisseur